# Oor Wullie
Oor Wullie è una serie a fumetti a strisce giornaliere pubblicata dalla D.C. Thomson nella rivista The Sunday Post e incentrata sull'omonimo personaggio. Venne creata dal curatore editoriale della Thomson, R. D. Low, e disegnata da Dudley D. Watkins, esordendo l'8 marzo 1936 e da allora pubblicata ininterrottamente per oltre ottant'anni sul Sunday Post.